# Bromazepam
Bromazepam, ook bekend onder de merknaam Lexotanil, is een benzodiazepine.
Het middel heeft een anxiolytische, sedatieve en spierverslappende werking. Het behoort tot de middellangwerkende benzodiazepine en heeft een halveringstijd van 16-24 uur; bij oudere mensen kan dat iets langer zijn. De werking is na ongeveer 2 uur op zijn sterkst en het middel werkt dan langzaam uit.
Bromazepam is niet geschikt voor kinderen en mag bij suïcidale mensen slechts beperkt worden voorgeschreven. Bij een overdosering is de kans op overlijden zeer klein. Bromazepam heeft de voorkeur boven andere benzodiazepinen indien de patiënt erg lijdt. Vooral bij klinische toepassing (als iemand is opgenomen), wordt bromazepam gekozen. De huisarts kiest meestal de standaardmiddelen zoals diazepam, oxazepam en
alprazolam.

## Hulpstoffen en uiterlijk
- Bromazepam 3 mg: talk, magnesiumstereaat, lactose, microkristallijne cellulose en erytrosine (E 127), kleur van de tablet: roze
- Bromazepam 6 mg: talk, magnesiumstereaat, lactose, microkristallijne cellulose, indigokarmijn (E 132) en geel ijzeroxide (E 172), kleur van de tablet: groen/grijs

## Duur van het gebruik
Dit middel mag niet langer dan 8 tot 12 weken gebruikt worden en dit is inclusief het enkele weken laten uitsluipen van de dosering. De tabletten zijn in 1½, 3, 6 en 12 mg verkrijgbaar en zijn ook deelbaar, waardoor een afbouwende dosering makkelijker te maken is dan bij bijvoorbeeld een capsule of een middel waar maar één sterkte van is. De meeste tabletten zijn langwerpig met 3 breukdelen. Indien het middel langdurig wordt gebruikt, dient de uitsluiping langzamer te gebeuren om (langdurige) ontwenningsverschijnselen te voorkomen.

## Gebruik met andere medicatie
Het is mogelijk dat de arts een lagere dosering aan de patiënt geeft omdat deze een ander middel neemt dat ook op het centrale zenuwstelsel werkt.
Alcohol versterkt de werking aanzienlijk en andersom kan bromazepam de werking en bijwerking van alcohol versterken. Ook is het bij gebruik van bromazepam raadzaam geen gevaarlijke machines te bedienen of een motorvoertuig te besturen  
Antidotum: flumazenil (indien te veel genomen)